# (1013) Tombecka
(1013) Tombecka – planetoida z pasa głównego asteroid okrążająca Słońce w ciągu 4 lat 144 dni w średniej odległości 2,68 au. Została odkryta 17 stycznia 1924 roku w Algiers Observatory w Algierze przez Benjamina Jekhowsky’ego. Nazwa planetoidy pochodzi od Daniela Tombecka, francuskiego chemika. Przed nadaniem nazwy planetoida nosiła oznaczenie tymczasowe (1013) 1924 PQ.